# Milinko Pantić
Milinko Pantić (kyrillisch: Милинко Пантић; * 5. September 1966 in Loznica, Serbien) ist ein ehemaliger serbischer Fußballspieler.

## Karriere
Pantić spielte die ersten sechs Saisons seiner Profikarriere bei FK Partizan Belgrad, mit dem er neben zwei Meisterschaften auch den nationalen Pokal und nationalen Supercup gewann. Nach einem kurzen Zwischenstopp beim NK Olimpija Ljubljana wechselte er für vier Jahre zum griechischen Erstligisten Panionios Athen.
1995 wechselte Pantić zum spanischen Verein Atlético Madrid, mit dem er 1996 das Double aus Meisterschaft und nationalem Pokal gewann. In der anschließenden Champions League Saison erzielte er fünf Tore und wurde somit Torschützenkönig.
Im Sommer 1998 wechselte Pantić für eine Saison zu Le Havre AC, bevor er 1999 erneut für zwei weitere Jahre bei Panionios Athen spielte, wo er auch seine Karriere beendete.
Pantić spielte im Jahr 1996 zweimal für die serbische Fußballnationalmannschaft.

## Erfolge
- FK Partizan Belgrad
  - Jugoslawischer bzw. serbischer Meister: 1986, 1987
  - Jugoslawischer Vizemeister: 1988
  - Jugoslawischer bzw. serbischer Pokalsieger: 1988
  - Jugoslawischer Supercup-Sieger: 1989
  - Uhrencup-Sieger: 1989
- Atlético Madrid
  - Spanischer Meister: 1996
  - Spanischer Pokalsieger: 1996
  - Trofeo Ramón de Carranza: 1997
- Persönlich
  - UEFA-Champions-League-Torschützenkönig: 1996/97